# Blaze (Italia)
Blaze è stato un canale televisivo tematico italiano edito da A+E Networks Italia.

## Storia
L'emittente era la versione italiana del canale britannico Blaze nato nel 2016.
Ha iniziato le sue trasmissioni alle 21:00 del 22 marzo 2017 con il programma Per un pugno di ginseng sul canale 119.
Dal 4 giugno 2018 si sposta al canale 124 e, di conseguenza, nello slogan cambia anche il numero.
Dal 20 novembre 2018 rinnova la visual identity e il payoff.
Dal 9 settembre 2020 il canale è visibile esclusivamente in HD sul satellite.
In seguito di un mancato rinnovo dell'accordo contrattuale tra Sky Italia e A+E Networks Italia, dal 1º agosto 2023 il canale ha cessato definitivamente di esistere sulla piattaforma Sky. Il resto della programmazione del canale sarà reso disponibile in parte su History e per la restante parte dei contenuti sulla sezione On Demand di Now e Sky On Demand.

## Palinsesto
Blaze aveva una programmazione costituita da programmi factual che trattano di motori, disastri, natura, crimini, lifestyle per un pubblico prevalentemente maschile.

### Programmi televisivi
- A caccia di tesori
- Alaska: sterrare è umano
- Altrimenti ci arruotiamo
- Affar West
- Affare fatto col baratto
- Affari al buio
- Affari da nerd
- Affari di famiglia
- Alone
- Ax Men: duri come il legno
- Battlebots: botte da robot
- Dog the Bounty Hunter
- Epic Fail
- Extreme Unboxing
- Grasso che cola
- Ghost Hunters
- Gipponi senza frontiere
- Gli eroi del ghiaccio
- Ieri, Ozzy e domani
- Il banco dei pugni
- Il mago di Hollywood
- Il garage più pazzo del mondo
- Il triangolo maledetto dell'Alaska
- Lego Masters
- Lobster Wars - A caccia di chele
- Mountain Men - Gli ultimi pioneri
- Parking Wars
- Per un pugno di ginseng
- Quanto vale?
- The UnXplained
- TIR ritroverò!
- Top shot - Pallottole spuntate
- Tocca ferro
- Vero o fake?
- Wahlburgers: panini di famiglia

## Ascolti

### Share 24h di Blaze
Dati Auditel relativi al giorno medio mensile sul target individui 4+.
| Anno | Gen | Feb | Mar | Apr   | Mag | Giu   | Lug   | Ago | Set | Ott | Nov | Dic | Media anno |
| ---- | --- | --- | --- | ----- | --- | ----- | ----- | --- | --- | --- | --- | --- | ---------- |
| 2023 | -   | -   | -   | 0,02% | -   | 0,03% | 0,03% | -   | -   | -   | -   | -   | -          |